# Beau Schneider
Pour les articles homonymes, voir Schneider.
 (octobre 2018).
Si vous disposez d'ouvrages ou d'articles de référence ou si vous connaissez des sites web de qualité traitant du thème abordé ici, merci de compléter l'article en donnant les références utiles à sa vérifiabilité et en les liant à la section « Notes et références ».
Beau Schneider, né le 12 juillet 1988 à La Haye, est un acteur néerlandais, connu principalement pour son rôle de Tim Loderus dans la série télévisée de RTL Goede tijden, slechte tijden. Il est également connu pour son rôle en tant que Thorsten Field Camp dans SpangaS.

## Biographie
Beau Schneider est le fils de l'acteur et régisseur néerlandais, d'origines allemande et indonésienne, Eric Schneider (1934) et de l'actrice néerlandaise Will van Kralingen (1951-2012). Il a un frère aîné, Olivier. Du côté paternel, Beau Schneider est de la famille de l'écrivain et diplomate Carel Jan Schneider et du côté maternel, il est de la famille de la chanteuse Miranda van Kralingen. Beau Schneider est le beau-fils du producteur de théâtre Pim Wallis de Vries. Suivant l'exemple de ses parents, il s'est mis à jouer. Il est devenu, surtout chez les jeunes, connu pour son rôle de Thorsten Veldkamp dans le feuilleton pour les jeunes, SpangaS. Un rôle qu'il a joué pendant deux saisons.

## Carrière
Après avoir terminé l'école d'art dramatique en 2012, Beau Schneider a été sollicité pour le rôle de Tim Loderus dans la série télévisée Good Times, Bad Times. À partir de juin 2012, il a joué ce rôle. Dans une interview accordée à Peter van der Vorst en mai 2013, Beau Schneider a déclaré qu'il avait déjà audité en 2005 pour le rôle de Fos Fischer et trois ans plus tard pour celui de Dex Huygens. Ces rôles ont été confiés à Jeffrey Hamilton et Emiel Sandtke. À la suite du décès de la mère de Beau Schneider fin 2012, il a été remplacé par Ayal Oost pendant une semaine.
En 2016, il apparait sur grand écran en tant qu'espion sous le nom de Simon Floret dans le film Master Spy du réalisateur Pieter van Rijn. Le film a reçu le prix du meilleur film pour enfants au niveau international au Festival du film de Giffoni à Naples.
Du 22 septembre au 31 décembre 2013, Beau Schneider et son père montent sur scène avec une pièce choisie par sa mère, Levenslang Theater, une adaptation de A Life In The Theatre de David Mamet. Du 17 août au 19 octobre 2016, Beau Schneider a joué dans la performance Eyes Wide Shut, un texte de Jibbe Willems à Toneelgroep Maastricht. À partir de décembre 2017, il jouera le rôle-titre dans l'adaptation scénique du best-seller du même nom par Hendrik Groen pour Bos Theaterproducties.

## Filmographie

### Cinéma
- 2015 : Boy 7 de Lourens Blok : Frank
- 2015 : Isabelle et le Secret de d'Artagnan de Dennis Bots : De Monstequiou
- 2016 : The Fury de André van Duren : Henneman[2]
- 2016 : Master Spy (en) de Pieter van Rijn : Simon Floret Meesterpion[3]
- 2017 : Roodkapje: Een Modern Sprookje (nl) de Will Koopman : Jasper de Jager[4]

### Téléfilms
- Depuis 2005 : Goede tijden, slechte tijden de Reg Watson : Tim Loderus
- 2007-2009 : Spangas : Thorsten Veldkamp
- 2011 : De Magische Wereld van Pardoes (nl) de Jeroen van der Zee : Prins Dagonaut
- 2012 : Het Klokhuis (en)
- 2012 : Welkom in de Gouden Eeuw (nl)
- 2015 : Bureau Raampoort (nl)

### Théâtre
- 2011 - Breaking The News, Orkater
- 2013 - Levenslang Theater, Wallis Theaterproducties
- 2014 - The Normal Heart, OpusOne
- 2015 - Baantjer, Van Lambaart Entertainment
- 2016 - Eyes Wide Shut, Toneelgroep Maastricht
- 2017 - Hendrik Groen, Bos Theaterproducties